# Скреперно-струготаранна установка
Скреперно-струготаранна установка (рос. скреперно-струготаранная установка, англ. scraperbox ram unit; нім. Schälschrapperrammanlage f) — комбінована виймально-доставочна машина фронтальної дії, призначена для виймання вугілля у лавах довжиною до 200 м, із пластів потужністю 0.7…0.8 м з кутом спаду від 0 до 90°. Виконавчий орган (таран або скрепер-струг), переміщуючись вздовж лави за допомогою ланцюга, різцями проводить відбійку вугілля і доставку його по лаві.